# Bernhard Schloh
Bernhard Schloh (ur. 23 czerwca 1929 w Hamburgu, zm. 11 kwietnia 2020 tamże) – niemiecki prawnik, doktor nauk prawnych, profesor Vrije Universiteit w Brukseli, doradca prawny Rady Unii Europejskiej.

## Życiorys
Stopień naukowy doktora nauk prawnych uzyskał na Uniwersytecie w Hamburgu. Został doradcą prawnym Rady Unii Europejskiej (Rechtsberater beim Rat der Europäischen Union). Był profesorem Vrije Universiteit Brussel.
Miał duże zasługi w działaniach prowadzących do członkostwa Polski w Unii Europejskiej.
Zmarł 11 kwietnia 2020. Został pochowany na cmentarzu Steinbek (Friedhof Steinbek) w Hamburgu.